# Белое (Алтайский район)
Белое — село в Алтайском районе Алтайского края России. Административный центр Беловского сельсовета.

## История
Посёлок Белый был основан в 1911 году. В 1928 году в Белом имелось 29 хозяйств, проживало 112 человек. В административном отношении посёлок входил в состав Нижнебулахтинского сельсовета Алтайского района Бийского округа Сибирского края.

## География
Село находится в юго-восточной части Алтайского края, на берегах реки Булухта, на расстоянии примерно 28 километров (по прямой) к югу от села Алтайского, административного центра района. Абсолютная высота — 824 метра над уровнем моря.
Климат умеренно континентальный с теплым летом и умеренно морозной снежной зимой. Средняя температура января −16,8ºС, июля — + 19,2ºС. Годовое количество осадков — 937 мм.

## Население
| 1997 | 1998 | 1999 | 2000 | 2001 | 2002 | 2003 |
| ---- | ---- | ---- | ---- | ---- | ---- | ---- |
| 520  | ↗526 | →526 | ↗534 | ↘513 | ↘442 | ↘410 |
| 2004 | 2005 | 2006 | 2007 | 2008 | 2009 | 2010 |
| ↘406 | ↘362 | ↘342 | ↗344 | ↘323 | ↗325 | ↘248 |
| 2011 | 2012 | 2013 |      |      |      |      |
| ↗249 | ↘239 | ↘228 |      |      |      |      |

Согласно результатам переписи 2002 года, в национальной структуре населения русские составляли 96 %.

## Инфраструктура
В селе функционируют основная общеобразовательная школа, фельдшерско-акушерский пункт и отделение Почты России.

## Улицы
Уличная сеть села состоит из 5 улиц и 7 переулков.